# Félix-Auguste Clément
Pour les articles homonymes, voir Félix Clément et Clément.
Félix-Auguste Clément est un peintre français, né le 20 mai 1826 à Donzère (Drôme), mort le 2 février 1888 à Cherchell.

## Biographie
Il fut l'élève de Michel Martin Drolling et de François-Édouard Picot, reçut le Prix de Rome en 1856 pour Le Retour du jeune Tobie, et a travaillé plusieurs années en Égypte[réf. nécessaire].

## Peintures

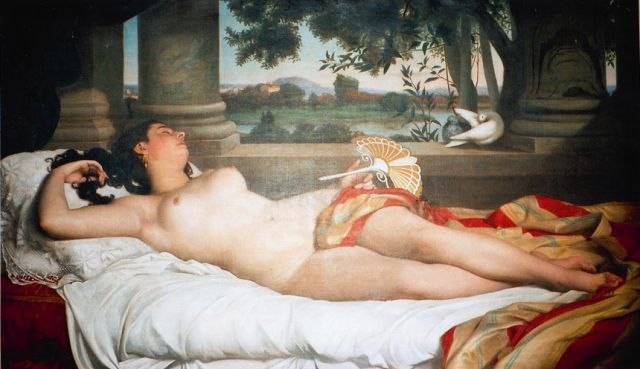
Romaine endormie.
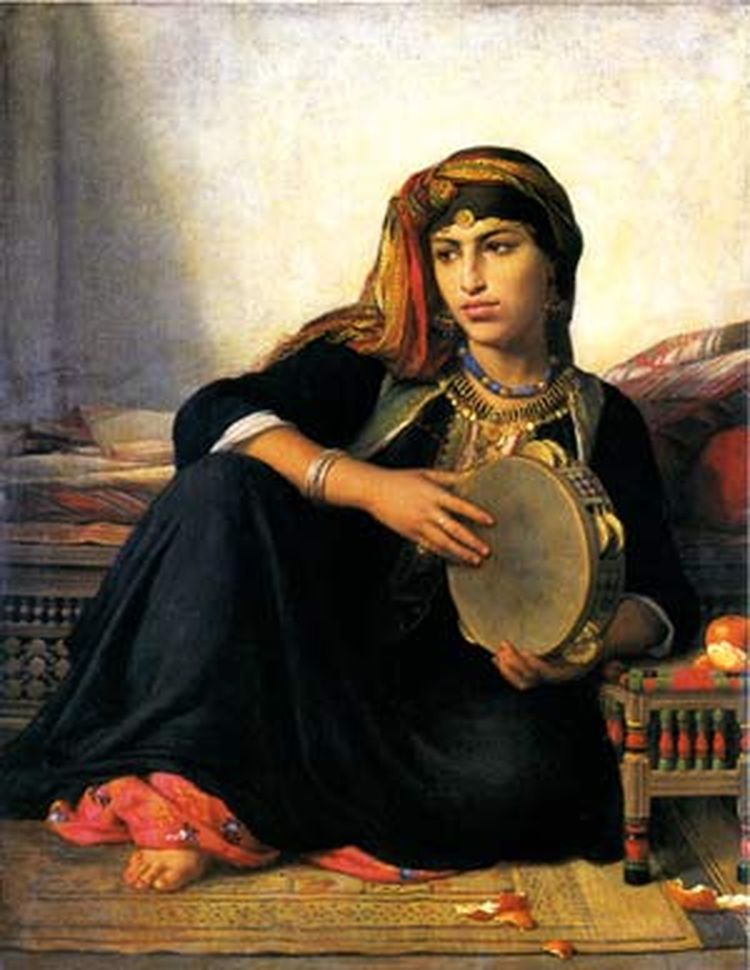
Joueuse de tambourin.
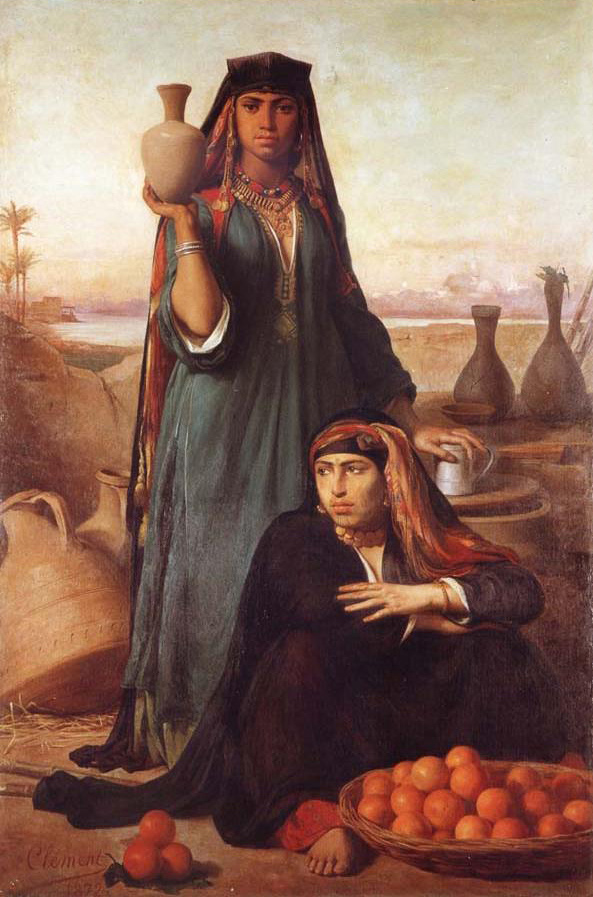
Marchandes d'eau et d'oranges sur la route d'Héliopolis.
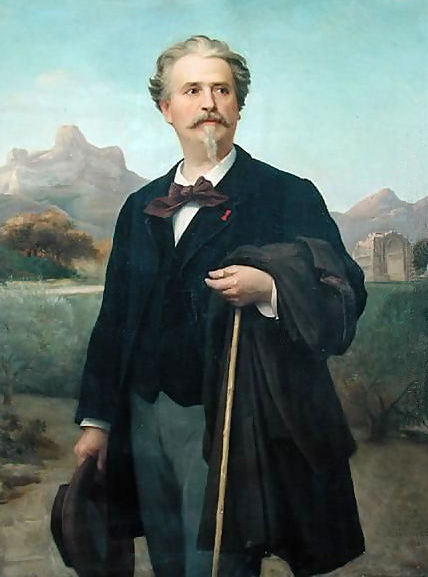
Portrait de Frédéric Mistral.